# Mađarska
Mađarska (ponekad zvana i Madžarska) država je u Srednjoj Europi. Na mađarskom jeziku zove se Magyarország.
Graniči s Austrijom na zapadu, Slovačkom na sjeveru, Ukrajinom na sjeveroistoku, Rumunjskom na istoku, Hrvatskom i Srbijom na jugu, te Slovenijom na jugozapadu.
Članica je Europske unije od 1. svibnja 2004. godine, te Schengenskog prostora od 21. prosinca 2007. godine.
Zajedno s Poljskom, Slovačkom i Češkom čini Višegradsku skupinu ili "Višegradsku četvorku" (V4).

## Povijest
Tradicionalno se vjeruje da je Mađarsku osnovao Árpád, koji je poveo Mađare u Panonsku nizinu u 9. stoljeću.
Ugarsko Kraljevstvo osnovao je 1000. kralj Stjepan I. Sveti. Prvi pisani zapis na mađarskom jest povelja o utemeljenju opatije u mjestu Tihany.
Godine 1241. Mongoli su opustošili zemlju i povukli se nakon godinu dana. Mađarska je napredovala do europske razine pod kraljem Matijom Korvinom (1458. – 1490.), ali potučena je do nogu u Mohačkoj bitci od Turaka. Turci su 1541. osvojili Budim, a Mađarska je podijeljena na tri dijela: 
zapadom su vladali Habsburgovci, središnjim dijelom Turci, dok je istočna pokrajina Transilvanija (danas u Rumunjskoj) ostala kao jedino utočište mađarske kulture.
Budim je 1686. preotet Turcima, ali Habsburzi su zavladali cijelom Mađarskom. Franjo Rákóczi II., transilvanski kraljević, podigao je neuspješan ustanak protiv austrijske vlasti (1703. – 1711.).
U Pešti je 1848. izbila revolucija i proširila se čitavom zemljom. Austrijanci su srušeni i Lajos Kossuth je postavljen za guvernera. Ipak, godinu dana kasnije je austrijska vojska ugušila revoluciju.
Mađari 1867. nalaze kompromisno rješenje s Habsburgovcima. Stvorena je dvojna monarhija, Austro-Ugarska, sa sjedištima u Beču i Pešti.
1873. godine ujedinjuju se Pešta, Budim i Óbudim, pa nastaje metropola Budimpešta.
Austro-Ugarska prestaje postojati 1918. godine. Mađarska dobiva nezavisnost, ali gubi dvije trećine teritorija i trećinu stanovništva.
1919. u Mađarskoj izbija komunistička revolucija, ali vlast preotima Miklós Horthy koji tada od države čini političku zanimljivost. Tijekom njegovih četvrt stoljeća Mađarska je monarhija bez kralja kojom upravlja - admiral bez mornarice. Surađivao je s nacističkom Njemačkom, ali Hitler je ipak preuzeo vlast u Mađarskoj 1944. godine. Godinu dana kasnije Sovjetski Savez osvaja Mađarsku i postupno uvodi staljinizam.
Mađari su 1956. podigli ustanak protiv okupatora, ali sovjetska je vojska ugušila pobunu i smaknula premijera Imrea Nagya.
Komunisti su 1990. dragovoljno otišli s vlasti, te su održani prvi demokratski izbori.
Mađarska je postala članica saveza NATO 1999. godine, a ušla je u Europsku uniju 1. svibnja 2004. godine.

## Politika
Predsjednika Mađarske bira parlament svakih 5 godina. Iako predsjednik ima malu stvarnu vlast, on imenuje predsjednika vlade. Predsjednik vlade bira ministre po vlastitom nahođenju. Svaki kandidat za ministra mora proći otvoreno ispitivanje pred jednim ili više parlamentarnih odbora, te ga predsjednik mora formalno prihvatiti.
Mađarski parlament (državni sabor, Országgyűlés) jest jednodoman i ima 386 zastupnika. To najviše državno tijelo predlaže i odobrava zakone koje podastire premijer.
Stranka mora osvojiti najmanje 5% glasova građana da bi ušla u parlament. Državni izbori za parlament održavaju se svake 4 godine (zadnji su bili u travnju 2002. godine).
Ustavni sud od 15 članova ima pravo spriječiti zakone koje ocijeni neustavnima.
Neki od značajnijih političara u mađarskoj povijesti su:
- Lajos Kossuth
- Khuen-Héderváry
- Miklós Horthy
- Imre Nagy

## Pokrajine
Mađarska je službeno podijeljena na 40 pokrajina: 19 županija (megyék, jednina je megye), 20 tzv. gradskih županija (jednina je megyei város), te glavni grad (főváros) Budimpeštu. To su:
| Gradske županije | Županije (sjedišta županija) |
| --- | --- |
| - Békéscsaba - Debrecen - Pentela - Eger - Jura (Győr) - Vašarelj - Kapošvar - Kečkemerac - Miškolc - Velika Kaniža - Nyíregyháza - Pečuh - Sopron - Segedin - Stolni Biograd - Szolnok - Sambotel - Tatabánya - Vesprim - Jegersek | - Bačko-kiškunska (Kečkemet) - Baranjska (Pečuh) - Bekeška (Békéscsaba) - Boršod-abaújsko-zemplénska (Miškolc) - Čongradska (Segedin) - Bila Arhivirana inačica izvorne stranice od 21. srpnja 2011. (Wayback Machine) (Stolni Biograd ili Fejérska) - Hajdu-biharska (Debrecen) - Heveška (Eger) - Jaziško-velikokumansko-szolnočka (Szolnok) - Jursko (Đursko)-mošonjsko-šopronska (Juraili Đura) - Komoransko-ostrogonska (Tatabánya) - Nogradska (Salgótarján) - Peštanska (Budimpešta) - Šomođska (Kapošvar) - Szabolčko-szatmársko-bereška (Nyiregyháza) - Tolnanska (Seksar) - Vesprimska (Vesprim) - Zalska (Jagersak/Jegersek) - Željezna (Sambotel) |

Mađarska je podijeljena i na statističke regije i na 173 mikroregije.

## Reljef i klima
Ravnice pokrivaju veći dio Mađarske ("Karpatski bazen"), dok na sjeveru uz slovačku granicu ima brda i planina (najviši vrh: Kékes, 1014 m).
Po pola ju dijeli Dunav (mađ. "Duna").
Druge velike rijeke su Tisa (mađ. "Tisza") i Drava (mađ. "Dráva"), dok na zapadu zemlje leži veliko Blatno jezero.
Osim toga, Mađarska ima najveće termalno jezero na svijetu, jezero Hévíz.
Klima je umjereno topla, s hladnim i vlažnim zimama i toplim ljetima, a relativna izolacija karpatskog bazena ponekad izaziva suše.
Prosječna godišnja temperatura je 9.7° C.
- Diósgyőr
- Tihany
- Transdanubia
- Hortobágy
- Hollókő
- Ostrogon
- Jura
- Esterháza
- Parlament Mađarske

## Gospodarstvo
Mađarska trenutačno ima jak gospodarski rast kako bi se uhvatio korak s Europskom unijom. Privatni sektor pokriva više od 80% BDP-a.
Strano vlasništvo i strane investicije u mađarske firme su česta pojava, pa izravne strane investicije ukupno čine više od 23 milijarda dolara od 1989. godine.
Vanjski dug Mađarske je 2000. godine postao drugi najveći dug među svim srednjoeuropskim zemljama u tranziciji.
Inflacija i nezaposlenost - glavni problemi u 2001. godini - znatno su se smanjile.
Mjere gospodarske reforme, koje bi uključivale reforme zdravstva, poreza i lokalne samouprave, još nisu uvedene.

## Stanovništvo
Oko 98% stanovništva govori mađarski, ugro-finski jezik koji nije u srodstvu ni s jednim susjednim jezikom.
Postoji više etničkih manjina, kao što su Romi (4%), Nijemci (2.6%), Hrvati (0.9%), Slovaci (0.8%), Rumunji (0.7%) i Srbi (0.2%), iako većina njih govori mađarski.
Od ostalih manjina, valja navesti Arape kojih je 2.367 i Bugare kojih je 2.316, a najviše su grupirani u Budimpešti i gradovima u Središnjoj Mađarskoj. Roma ima 205.720, ima ih diljem Mađarske. Najbrojniji su po selima, a zemljopisno po sjeveroazapadu, a najmanje na sjeveroistoku. Grka, kojih je 6.619, najviše ima u Središnoj Mađarskoj. Hrvata, kojih je 25.730, najviše ima u Budimpešti, Zap. i J. Zadunavlju te J. Alföldu. Kinezi, kojih je 2.915, Poljaka, kojih je 5.144, Židovi kojih je 1.691, 1.065 Armenaca najviše ima u Budimpešti. Nijemaca kojih ima 120.344 ima najviše u Sred. Mađarskoj, Sred. i J. Zadunavlju te u J. Alföldu. je najviše u Budimpešti. 14.781 Rumunja ima najviše u gl. gradu, Bekeškoj i Peštanskoj županiji., 2.079 Rusina ima ponajviše u Budimpešti, 7.350 Srba najviše ima u Čongradskoj i Peštanskoj županiji. 39.266 Slovaka su najviše u sj., sjeveroz. regijama i u J. Alföldu. 4.832 Slovenaca je najviše u Sr. Mađarskoj i Z. Zadunavlju. 7.393 Ukrajinaca je najviše u Budimpešti i Sj. Alföldu.
Neke susjedne zemlje imaju znatne mađarske manjine, pogotovo Rumunjska (u Transilvaniji), Slovačka, Srbija (u Vojvodini) i Ukrajina (Zakarpatski kraj).
Glavna religija u Mađarskoj je katoličanstvo (67.5%), a postoji i velik broj protestanata, to jest kalvinista (20%) i luterana (5%).
Mađarska ima najveću Židovsku vjersku zajednicu (0.2%) u Srednjoj Europi.

### Hrvati u Mađarskoj
Poslije 1945. godine za pripadnike manjina, otvaraju se nove prosvjetne ustanove, škole, klubovi. Tijekom 1945. godine diljem Mađarske osnivale su se mjesne organizacije Antifašističkog vijeća Slavena u Mađarskoj s odgovarajućim hrvatskim, srpskim, slovenskim i slovačkim sekcijama spomenute krovne organizacije. U duhu prijateljstva i dobrosusjedskih odnosa između tadašnje Mađarske i Jugoslavije, s dopuštenjem ministra za bogoštovlje i javno obrazovanje Mađarske u Budimpešti je 1946. godine tiskan "Hrvatski bukvar i Čitanka za I. razred narodnih škola sa hrvatskim narodnim jezikom i za škole s mađarskim nastavnim jezikom u kojima se obučava hrvatski jezik. "Hrvatski narod živi u Hrvatskoj. Hrvatska zemlja je u Jugoslaviji. Hrvati su Slaveni. Mnogo Hrvata živi u našoj domovini. Najviše ih ima u Baranji i Bačkoj. Naša domovina je Mađarska. I mi smo Hrvati. Odavna su naši stari doselili u ove krajeve. Mi hrvatski govorimo. Hrvatski jezik je naš maternji jezik. Kroz toliko godina sačuvali smo naš lijepi maternji jezik i naše narodne običaje. Svatko voli svoj maternji jezik. Mi nikada nećemo zaboraviti i zatajiti naš maternji jezik.".

## Kultura

### Književnici
- Nikola Zrinski (Zrínyi Miklós)
- Endre Ady
- Ferenc Molnár
- Imre Kertész

### Skladatelji
- Franz Liszt
- Béla Bartók

### Izumitelji
- Ernő Rubik
- Arpad Elo

## Povezane teme
- Popis mađarskih vladara
- Promet Mađarske

## Vanjske poveznice
- Povijest Mađarske - Korvinova knjižnica  Arhivirana inačica izvorne stranice od 15. veljače 2004. (Wayback Machine) (engl.)
- Povijest Mađarske - kronološki pregled od 2500. pr. Kr. do 2004. godine  Arhivirana inačica izvorne stranice od 23. srpnja 2004. (Wayback Machine) (engl.)
- Portal mađarske vlade  Arhivirana inačica izvorne stranice od 3. kolovoza 2003. (Wayback Machine) (engl.)
- Predsjednik vlade  Arhivirana inačica izvorne stranice od 5. prosinca 2003. (Wayback Machine) - Službena stranica (engl.)
- Mađarski sabor - Službena stranica (engl.)

- Hrvatska državna samouprava u Mađarskoj  Arhivirana inačica izvorne stranice od 9. studenoga 2012. (Wayback Machine)
- Hrvatska imena naseljenih mjesta u Mađarskoj
- Podravina.net  Arhivirana inačica izvorne stranice od 31. kolovoza 2021. (Wayback Machine) Sanja Vulić: Najjugozapadniji hrvatski govori U Mađarskoj

### Ostali projekti
|  | Zajednički poslužitelj ima stranicu o temi Mađarska    |
|  | Zajednički poslužitelj ima još gradiva o temi Mađarska |
|  | Zajednički poslužitelj sadrži atlas Mađarske           |